# 4. Nemzetközi Matematikai Diákolimpia
A 4. Nemzetközi Matematikai Diákolimpiát (1962) Csehszlovákiában, Hlubokában rendezték. Hét ország ötvenhat versenyzője vett részt rajta. Magyarország két arany-, három ezüst-, két bronzérmet szerzett, összpontszámával pedig első lett az országok között.

## Országok eredményei pont szerint
|    | Ország        | Pont | Arany | Ezüst | Bronz |
| -- | ------------- | ---- | ----- | ----- | ----- |
| 1. | Magyarország  | 289  | 2     | 3     | 2     |
| 2. | Szovjetunió   | 263  | 2     | 2     | 2     |
| 3. | Románia       | 257  | 0     | 3     | 3     |
| 4. | Csehszlovákia | 212  | 0     | 1     | 3     |
|    | Lengyelország | 212  | 0     | 1     | 3     |
| 6. | Bulgária      | 196  | 0     | 1     | 2     |
| 7. | NDK           | 153  | 0     | 1     | 0     |

Az elérhető maximális pontszám: 8 × 46 = 368 pont volt.

## A magyar csapat
A magyar csapat tagjai voltak:
| Név                 | Évfolyam | Iskola                           | Város      | Díj   |
| ------------------- | -------- | -------------------------------- | ---------- | ----- |
| Kéry Gerzson        | IV. o.   | Széchenyi István Gimnázium       | Sopron     | Arany |
| Sebestyén Zoltán    | IV. o.   | Berzsenyi Dániel Gimnázium       | Celldömölk | Arany |
| Gálfi László        | IV. o.   | I. István Gimnázium              | Budapest   | Ezüst |
| Kóta József         | IV. o.   | Árpád Gimnázium                  | Tatabánya  | Ezüst |
| Szidarovszky Ferenc | III. o.  | Fazekas Mihály Gyakorlógimnázium | Budapest   | Ezüst |
| Benczúr András      | IV. o.   | Fazekas Mihály Gyakorlógimnázium | Budapest   | Bronz |
| Simonovits Miklós   | IV. o.   | Radnóti Miklós Gimnázium         | Budapest   | Bronz |
| Gyárfás András      | III. o.  | Toldy Ferenc Gimnázium           | Budapest   |       |

A csapat vezetője Hódi Endre volt.